# Walter Kasper
Walter Kasper (Heidenheim an der Brenz, 5 maart 1933) is een Duits geestelijke en kardinaal en was een hoge functionaris in de Romeinse Curie.
Kasper werd in 1957 tot priester gewijd en diende daarna twee jaar als parochiepriester in Stuttgart. Onderwijl behaalde hij een graad in de dogmatiek aan de Eberhard-Karls-Universiteit Tübingen. Daarna zette hij zijn academische loopbaan verder en habiliteerde in 1964 bij Leo Scheffczyk en Hans Küng over filosofie en theologie van de geschiedenis in de late filosofie van Schelling. 
Hij werkte daarna enkele jaren in de wetenschap, onder andere in de groep van Hans Küng, de theoloog die in 1980 op gezag van de Duitse bisschoppenconferentie zijn doceerbevoegdheid verloor vanwege zijn visies op de pauselijke onfeilbaarheid en anticonceptie. Van 1964 tot 1970 was hij hoogleraar theologie aan de Universiteit van Münster.

## Bisschop van Rottenburg-Stuttgart
Na zijn verkiezing op 4 april 1989, werd Walter Kasper op 17 juni 1989 door aartsbisschop Oskar Saier van Freiburg om Breisgau tot bisschop van het bisdom Rottenburg-Stuttgart gewijd, het op vier na grootste bisdom van Duitsland. Bisschoppen Karl Lehmann en Franz Kuhnle waren de medeconsecratoren. Als bisschopsspreuk koos hij Veritatem in caritate. Op 10 juli 1993 schreef hij samen met Saier en Lehmann een bisschoppelijke brief waarin zij de vraag stelden of het verbod op het sacrament van de eucharistie voor gescheiden hertrouwden "dat in het algemeen geldig is, ook in een bepaald geval van toepassing is", tot ergernis van de toenmalige prefect van de Congregatie voor de Geloofsleer, kardinaal Ratzinger.  Op 14 september 1994 verduidelijkte de Congregatie het standpunt van de Kerk met een schrijven gericht aan alle bisschoppen.

## Curiekardinaal
Op 16 maart 1999 benoemde paus Johannes Paulus II hem tot secretaris van de Pauselijke Raad ter Bevordering van de Eenheid van de Christenen. Hij werd tot kardinaal-diaken verheven bij het consistorie van februari 2001. De Ognissanti in Via Appia Nuova werd zijn titelkerk.
Kasper geldt in het algemeen als een progressieve theoloog. Als voorzitter van de Commissie voor de religieuze relaties met de joden verzette hij zich tegen het document Dominus Iesus, dat in 2000 onder verantwoordelijkheid van Ratzinger werd uitgegeven door de Congregatie voor de Geloofsleer en waarin Kasper vooral op grond van toon en stijl een belediging van de protestanten zag. Hij was ook de eerste hoge curiefunctionaris die zich verzette tegen de uitspraken van bisschop Richard Williamson, die enkele maanden voordat zijn excommunicatie door Paus Benedictus XVI werd opgeheven de Holocaust had geminimaliseerd.
Ten aanzien van kindermisbruik door geestelijken pleitte de kardinaal voor nultolerantie. Hij meldde ook te vertrouwen dat paus Benedictus XVI doortastend zou ingrijpen.
Kasper was een van de deelnemers aan het Conclaaf van 2005.
Op 1 juli 2010 verleende paus Benedictus XVI Kasper op grond van zijn leeftijd ontslag als president van de Raad voor de Eenheid. Hij werd in die hoedanigheid opgevolgd door aartsbisschop Kurt Koch.
Op 22 februari 2011 werd Kasper kardinaal-priester. Zijn titeldiakonie werd pro hac vice zijn titelkerk.
Omdat Kasper pas na 28 februari 2013, het begin van de sedisvacatie, 80 werd, mocht hij als oudste aan het conclaaf voor de opvolger van paus Benedictus XVI deelnemen. Bij het eerste Angelus sprak de nieuwe Paus Franciscus meteen lovende woorden over Kasper. Ook bij het consistorie in februari 2014 was de invloed van het denken van Kasper op paus Franciscus merkbaar toen deze laatste de inleiding op het thema door de kardinaal liet houden.
- Bibsys: 90188885
- Biblioteca Nacional de España: XX905620
- Bibliothèque nationale de France: cb11909471n (data)
- Catàleg d'autoritats de noms i títols de Catalunya: 981058519872406706
- CiNii: DA04061186
- Gemeinsame Normdatei: 118900064
- International Standard Name Identifier: 0000 0001 2096 776X
- Library of Congress Control Number: n79135502
- Bibliotheek van het Japanse parlement: 00445224
- Nationale Bibliotheek van Tsjechië: skuk0003346
- Nationale bibliotheek van Australië: 35676028
- Nationale Bibliotheek van Israël: 987007298753905171
- Nationale Bibliotheek van Polen: a0000001213285
- Nationale en Universitaire bibliotheek Zagreb: 000009613
- Nederlandse Thesaurus van Auteursnamen: 068704259
- Istituto Centrale per il Catalogo Unico: CFIV008100
- LIBRIS: 329689
- Système universitaire de documentation: 02694605X
- Trove: 1037677
- Virtual International Authority File: 103197552
- WorldCat: E39PBJymyqGkgWrWcdcWvvDDv3